# Alberto Acosta Alvarado
Alberto Joshimar Acosta Alvarado o Alberto Acosta (Ciudad Mante, Tamaulipas; 26 de febrero de 1988) es un exfutbolista mexicano. Juega de Defensa o Mediocampista 
y actualmente está retirado.
Marcó su primer gol en la Primera División Mexicana el 24 de abril de 2011 ante el Morelia al minuto 88 del encuentro, marcando el 3.er gol para su equipo en un partido que terminaría con marcador final de 0-3 a favor de los Tigres en el estadio Morelos.
Alberto Acosta fue muy utilizado por Ricardo Ferretti en partidos de Liga de Campeones de la Concacaf ya que es un jugador que se adueña de todo el carril izquierdo aunque su perfil natural es el derecho.
El 20 de octubre de 2012 recibe una oportunidad de ser titular en un juego de la jornada 14 en el Estadio Universitario contra los Pumas de la UNAM, ya que Damian Álvarez es suspendido por acumulación de tarjetas, gracias a la oportunidad y la confianza en él, marco su primer triplete en primera división.

## Clubes
| Club                   | País   | Año         |
| ---------------------- | ------ | ----------- |
| Tigres UANL            | México | 2010 - 2013 |
| Club de Fútbol Pachuca | México | 2014        |
| Club Puebla            | México | 2014 - 2016 |
| Tigres UANL            | México | 2016 - 2018 |
| Monarcas Morelia       | México | 2019        |
| Fútbol Club Juárez     | México | 2019 - 2023 |

## Estadísticas
| Club          | Temporada | Liga  | Liga  | Liga  | Copa Nac. | Copa Nac. | Copa Nac. | Copa Inter. | Copa Inter. | Copa Inter. | Total | Total | Total |
| Club          | Temporada | Part. | Goles | Asis. | Part.     | Goles     | Asis.     | Part.       | Goles       | Asis.       | Part. | Goles | Asis. |
| ------------- | --------- | ----- | ----- | ----- | --------- | --------- | --------- | ----------- | ----------- | ----------- | ----- | ----- | ----- |
| UANL · México | Bice.2010 | 1     | 0     | 0     | -         | -         | -         | -           | -           | -           | 1     | 0     | 0     |
| UANL · México | 2010-2011 | 18    | 1     | 1     | -         | -         | -         | -           | -           | -           | 10    | 0     | 0     |
| UANL · México | 2011-2012 | 21    | 1     | 1     | -         | -         | -         | 2           | 0           | 1           | 23    | 1     | 1     |
| UANL · México | 2012-2013 | 10    | 3     | 0     | -         | -         | -         | 5           | 0           | 1           | 15    | 3     | 1     |
| UANL · México | Total     | 63    | 5     | 2     | 0         | 0         | 0         | 7           | 0           | 2           | 70    | 5     | 2     |

- (*) Copa MX y (**)Concacaf Liga Campeones y Copa Libertadores de América

## Palmarés

### Títulos nacionales
| Título               | Club        | País   | Año  |
| -------------------- | ----------- | ------ | ---- |
| Liga MX              | Tigres UANL | México | 2011 |
| Campeón de Campeones | Tigres UANL | México | 2016 |
| Liga MX              | Tigres UANL | México | 2016 |
| Campeón de Campeones | Tigres UANL | México | 2017 |
| Liga MX              | Tigres UANL | México | 2017 |
| Campeón de Campeones | Tigres UANL | México | 2018 |

### Títulos internacionales
| Título        | Club        | Sede    | Año  |
| ------------- | ----------- | ------- | ---- |
| Campeones Cup | Tigres UANL | Toronto | 2018 |

- Datos: Q2355626